# Taraxacum acervatulum
Taraxacum acervatulum — вид квіткових рослин з родини айстрових (Asteraceae). Вид зростає в Європі: Чехія, Словаччина, Фінляндія, Франція, Німеччина, Польща, Іспанія, Україна; це багаторічна рослина помірних біомів. Росте на луках і на трав'янистих антропогенних біотопах.
Taraxacum amplum sect. Taraxacum. Основні діагностичні ознаки цього таксону: ніжки листків червоні й вузькокрилаті; листки лопатеві, бічні частки відігнуті, дельтоподібні, часто з великими зубцями на верхньому і нижньому краях; кінцеві частки більші за бічні частки, часто розділені чітким кінчиком; зовнішні приквітки відігнуті, з чітко вираженим краєм, 3–4.5 мм завширшки; квіткова голова опукла, ≈ 50 мм у діаметрі.